# Giulio Cesare (Antonello Venditti)
Giulio Cesare è un  brano musicale di Antonello Venditti del 1986, contenuto nell'album Venditti e segreti.

## Descrizione
Il brano ripercorre alcuni ricordi e sensazioni del passato da studente del cantautore al liceo Giulio Cesare di Roma, ponendoli a confronto con quelli che, 20 anni dopo, occupano gli stessi banchi della medesima scuola. Nella prima parte del brano, quella del 1966 (l'anno dei Mondiali di calcio inglesi) in cui Venditti è studente, si respira l'aria della contestazione studentesca sessantottina che sarebbe esplosa di lì a pochissimo, e della "coscienza popolare" che stava maturando in lui come in molti giovani. L'autore si chiede anche, con un certo rimpianto, dove sia finito il suo coraggio adolescenziale di quel periodo; rivolto forse, oltre che a sé stesso, anche alla generazione successiva. Nella seconda parte, quella del 1986 (l'anno dei Mondiali di calcio messicani), Venditti immagina i liceali contemporanei di quell'epoca, in un clima, gli anni '80, molto meno teso rispetto agli "anni di piombo"; all'entusiasmo sulla maturità prossima ventura o sull'opportunità di viaggiare in Europa con maggiore semplicità (probabile riferimento all'apertura delle frontiere del 1992 della nascente Unione Europea). 
Fra gli altri riferimenti, vi è un accenno alla regina Elisabetta II "sostituita" dal calciatore brasiliano Pelé che, pur non brillando ai mondiali inglesi, era nel suo decennio di massima forma. Altro riferimento è alla Giovane Italia, associazione studentesca neofascista legata al MSI, confluita nel 1971 nel Fronte della Gioventù, che fu fra gli attori dei vari scontri e proteste nel decennio sessantottino.
Come ricordato dallo stesso Venditti, la famosa frase «Paolo Rossi era un ragazzo come noi», seppur facilmente attribuibile all'omonimo calciatore, si riferisce, in realtà, allo studente diciannovenne ucciso nel 1966, durante una marcia di protesta presso l'Università La Sapienza di Roma.
Nella versione contenuta nell'album Sotto il segno dei pesci - Anniversary tour del 2019, nel verso Paolo Rossi era un ragazzo come noi il nome di Rossi viene sostituito da quello di Francesco Totti. Nella parte finale della canzone inoltre si sente la voce di Venditti che dice Ciao Francesco (sempre in riferimento a Totti).